# Нижние Аремзяны
Нижние Аремзяны (тат. Әремҗән) — деревня в Тюменской области Тобольского района. Находится на берегу реки Иртыш, входит в состав Малозоркальцевского сельского поселения.

## История
Вероятно, поселение на территории современных Нижних Аремзян существовало с XIV века. Впервые деревня упоминается в летописях похода Ермака, в 1583 году.. По состоянию на 1629 год, в деревне жило 17 мужчин-налогоплательщиков (всего около 70 человек), в ясочной книге 1640 за год было отмечено, что в деревне проживает 23 человека, а на 1700-й — 120 человек.
В 1919 году в деревню вторглись части армии Колчака, а после утверждения советской власти в деревне был утверждён сельсовет, куда помимо самих Нижних Армезян (тогда имевших название Юрты Аремзянские) пошли 5 населённых пунктов: деревня Малые (Мишина), деревня Большие Нижние Аремзяны (ныне вошла в состав Нижних Аремзян), деревня Кочейка, деревня Ново-Дорожная и деревня Панушкова. В 1931 году был организован колхоз «Новорожденный», в 1970 году объединённый в колхоз «Шестаковский». В 1968 году появилась нефтяная станция Тобольская НПУ, а в 1982 году появилась здание почты и библиотеки. В 2011 году открылся детский сад «Аленушка».
В июле 2017 года шведская компания «Элоф Ханссон» при содействии с администрацией Тюменской области решила открыть фанерный комбинат неподалёку от деревни. Жители деревни выступили против строительства, опасаясь, что комбинат будет загрязнять окружающую среду, переговоры с губернатором области Владимиром Якушевым не дали конкретных результатов. В итоге, к ноябрю того же строительство комбината было отменено.

## Население
| 2010 |
| ---- |
| 716  |

Деревня является наполовину татарской и наполовину русской, по данным переписи 2010 года доля татар составляет 50,4 %, а русских — 47,1 %. С 1960-х годов появляются межнациональные браки, в настоящее время насчитывается около 20 смешанных русско-татарских семей. По состоянию на 2017 год, в деревне проживает 731 человек.

## Инфраструктура
В 4 км от деревни находится промышленное предприятие ЛПДС «Аремзяны», где трудятся местные жители (83 чел.) и рабочие из Тобольска. В деревне есть общеобразовательная школа (число учащихся – 83), детский сад, почта, клуб, библиотека, несколько частных магазинов. Однако все эти учреждения находятся в русской части деревни, в то время как в татарской части нет даже магазина.

## Улицы
- Бамовская улица
- Береговая улица
- Кооперативная улица
- Новая улица
- Речная улица
- Сибирская улица
- Трудовая улица
- Центральная улица